# Marquis Teague
Marquis Devante Teague (Indianapolis, Indiana; 28 de febrero de 1993) es un jugador de baloncesto estadounidense que juega con los Headed Monsters de la liga Big3 de baloncesto 3x3. Con 1,88 metros de estatura, juega en la posición de base. Es hermano del que fuera también jugador profesional Jeff Teague.

## Trayectoria deportiva

### Universidad
Tras haber disputado en 2011 en su época de instituto el prestigioso McDonald's All-American Game, jugó durante una única temporada con los Wildcats de la Universidad de Kentucky, en las que promedió 10,0 puntos, 2,5 rebotes y 4,8 asistencias por partido. Jugando como titular, consiguió ese año ganar el Torneo de la NCAA tras derrotar en la final a Kansas, consiguiendo 14 puntos y 3 asistencias.

#### Estadísticas
| Año     | Equipo   | PJ | PT | MPP  | %TC  | %3P  | %TL  | RPP | APP | ROB | TPP | PPP  |
| ------- | -------- | -- | -- | ---- | ---- | ---- | ---- | --- | --- | --- | --- | ---- |
| 2011–12 | Kentucky | 40 | 40 | 32.6 | .415 | .325 | .714 | 2.5 | 4.9 | 0.9 | 0.2 | 10.0 |

### Profesional
Fue elegido en la vigésimo novena posición del Draft de la NBA de 2012 por Chicago Bulls, con los que debutó el 2 de noviembre ante Cleveland Cavaliers, repartiendo tres asistencias en cuatro minutos de juego. Disputó un total de 48 partidos, clasificando los Bulls para Playoffs.
En enero de 2014, fue traspasado a los Brooklyn Nets a cambio de Tornike Shengelia.
El 24 de octubre de 2014, a pocos días del comienzo de la temporada 2014-15 de la NBA, Teague fue traspasado junto con un selección de segunda ronda de 2019 a los Philadelphia 76ers a cambio de Casper Ware. Acto seguido, es cortado por los Philadelphia 76ers.
[actualizar]

## Estadísticas de su carrera en la NBA

### Temporada regular
| Año     | Equipo   | PJ | PT | MPP  | %TC  | %3P  | %TL  | RPP | APP | ROB | TPP | PPP |
| ------- | -------- | -- | -- | ---- | ---- | ---- | ---- | --- | --- | --- | --- | --- |
| 2012-13 | Chicago  | 48 | 0  | 8.2  | .381 | .174 | .563 | 0.9 | 1.3 | 0.2 | 0.1 | 2.1 |
| 2013-14 | Chicago  | 19 | 2  | 12.7 | .242 | .200 | .688 | 1.0 | 1.5 | 0.1 | 0.2 | 2.4 |
| 2013-14 | Brooklyn | 21 | 1  | 9.6  | .415 | .375 | .789 | 1.0 | 1.4 | 0.4 | 0.0 | 3.0 |
| 2017-18 | Memphis  | 3  | 0  | 24.7 | .250 | .250 | .400 | 2.0 | 4.3 | 1.3 | 0.0 | 3.7 |
| Total   | Total    | 91 | 3  | 10.0 | .343 | .222 | .661 | 1.0 | 1.5 | 0.3 | 0.1 | 2.4 |

### Playoffs
| Año   | Equipo  | PJ | PT | MPP | %TC  | %3P  | %TL  | RPP | APP | ROB | TPP | PPP |
| ----- | ------- | -- | -- | --- | ---- | ---- | ---- | --- | --- | --- | --- | --- |
| 2013  | Chicago | 8  | 0  | 9.0 | .294 | .000 | .000 | 0.4 | 1.5 | 0.3 | 0.1 | 1.3 |
| Total | Total   | 8  | 0  | 9.0 | .294 | .000 | .000 | 0.4 | 1.5 | 0.3 | 0.1 | 1.3 |